# نادي شربين
نادي شربين الرياضي، نادي مصري يلعب الدوري المصري القسم الثالث، يقع مقر النادي في مدينة شربين بمحافظة الدقهلية. تطور النادي اجتماعيا في الفترة الاخيره  حيث تم تجديده وتطويره باضافة القاعات الجديده وحمامات السباحة والجلسات العائلية ليضاهي بذلك الأندية الاجتماعية الراقية في محافظة الدقهلية.  

## مباريات الديربي
يلعب نادي شربين مباريات ديربي بحكم انتماءه لمحافظة الدقهلية على وجه الخصوص ومنطقة الدلتا على وجه العموم. من أهم تلك التدربيات مبارياته مع أندية نادي المنصورة، نادي اتحاد نبروه، نادي بلقاس.